# Alessandro Albani
Alessandro Albani (Urbino 15 de octubre de 1692 - Roma 11 de diciembre de 1779). Cardenal, aristócrata, mecenas y coleccionista de arte italiano.

## Biografía
Hijo de Orazio Albani (hermano del papa Clemente XI) y de Maria Bernardina Ondedei‑Zonghi, Albani comenzó sus estudios en Roma, orientado en un principio hacia la carrera militar y luego hacia las leyes. En 1707 fue nombrado coronel del regimiento de dragones del ejército pontificio. Sin embargo sus problemas de visión, que en los años de vejez le supuso la ceguera total, lo inadaptaban para la carrera militar, y por consejo de su egregio tío, Clemente XI, su destino se orientó hacia la carrera eclesiástica. Él mismo lo nombró en 1718 secretario dei memoriali y al año siguiente clérigo de la Camera Apostolica.
Su residencia, villa Albani fue proyectada en 1745 y finalizada en 1763, y constituyó el depósito de la innumerable colección de obras de arte del cardenal. Las antigüedades del cardenal fueron catalogadas por Johann Joachim Winckelmann, considerado el primer historiador del arte.
Este fue el encargado de anunciar al papa Clemente XIII, Clemente XIV, y a Pio VI, todos en el siglo XVIII mediante la famosa frase en latín Habemus Papam. Está enterrado en la Basílica de San Sebastián de las Catacumbas.